# Cabanya de Segalers
La Cabanya de Segalers és una obra de Tona (Osona) inclosa a l'Inventari del Patrimoni Arquitectònic de Catalunya.

## Descripció
Cabana utilitzada per guardar la palla i els ferratges. Té una estructura de planta quadrada amb una sola entrada d'arc semicircular fet de petits carreus de pedra i una finestra situada sobre el portal. Les estructures de l'interior són de fusta.

## Història
La majoria de masos de la comarca tenien una cabana que servia de paller o graner. Normalment corresponen a l'època de construcció de la masia original, però és difícil de dir perquè s'utilitza la mateixa tècnica constructiva al llarg dels anys.